# 阿尔贝托·吉拉迪诺
阿尔贝托·吉拉迪诺 （義大利語：Alberto Gilardino，1982年7月5日—），意大利男子足球運動員，司職前鋒，2020年為教練執教意丁錫耶納。他曾获选意甲最佳青年球员，意大利足球先生和意甲年度最佳球员。

## 生平
吉拉迪诺是在皮亚琴察开始的职业生涯，在意甲的第一次出场对手便是AC米蘭。至2002年加盟意甲球會帕爾馬。當時吉拉迪诺並非正選，直到原有主力阿祖安奴於2003年冬季離開球會之後，才逐漸成為球隊的攻擊核心。2003-04年球季，基拿甸奴射进23個球，在那个赛季的射手榜上排名第二；2004-05年球季入球量再次为23球，仍是这一季射手榜第二。這時基拿甸奴已被許多專家看好，「壯如，狡似」是專家對他的評價。
他本身已經是意大利青年隊成員，2004年6月，基拿甸奴帮助意大利青年队夺得歐洲青年錦標賽冠軍，隨後他又隨義大利隊在雅典奧運會上奪得銅牌。2004年本來有機會入選出席歐洲國家杯，但告落選。至於第一次入選意大利國家隊，則是2004年9月的事。
不過這時基拿甸奴已是意甲一眾大球會的獵物，表表者有祖雲達斯和AC米蘭，同時還有一些海外球會如英超曼聯和西班牙皇馬斟介。直到2005年7月19日，基拿甸奴最終轉投AC米蘭，身價達2400萬歐元，是該季意甲最昂貴的轉會。在米兰的第一个赛季他在联赛中射入17球，遗憾的是这一赛季他在欧洲冠军联赛出场的12场比赛中没能找到进球。吉拉迪诺直到06-07冠军联赛才打破该项赛事个人的入球荒，在这一年的比赛中射入2球，包括半决赛第二回合主场3：0击败曼联的第三个入球。该季意甲联赛中吉拉迪诺射入12球，也是该季AC米兰队唯一一位联赛进球数上双的球员。於2008年夏天以1500萬歐元轉會費倫天拿。在2008年10月18日的一場意甲比賽中，吉拉迪諾打入了他第100個意甲進球，是意甲历史上最年轻的百球射手。
基拿甸奴於2006年世界杯中成為當屆冠軍隊成員。他在意大利對美國的小組賽中打入了一個進球，準決賽對德國助攻迪比亞路攻入一球。
2013年基拿甸奴再次入選意大利國家隊，並為球隊出戰2013年洲際國家盃。
2014年夏季转会期基拿甸奴加盟广州恒大淘宝足球俱乐部。转会费为500万欧元。2014年8月3日基拿甸奴在恒大为广州足球打入了历史上的第1000球，成功加冕广州千球先生。他在中超的表現令人失望，僅在14場聯賽中攻入5球，仍協助球隊奪得聯賽冠軍。2015年1月下旬，費倫天拿順利租借這位前意大利國腳到14/15球季季尾，並且在租借期結束買斷他。

## 榮譽

### 俱樂部榮譽
AC米蘭
- 歐洲冠軍聯賽冠軍：2006-07年
- 歐洲超級杯冠軍：2007年
- 世界冠軍球會杯冠軍：2007年

广州恒大
- 中國足球超級聯賽冠軍：2014年

### 國家隊榮譽
義大利21歲以下國家足球隊
- 歐洲青年錦標賽冠軍：2004年

義大利國家足球隊
- 世界盃冠軍：2006年

### 個人榮譽
- 義甲年度最佳新秀：2004年
- 義甲年度最佳球員：2005年
- 廣州千球先生(1994年職業化至今第1000球)：2014年

## 外部連結
- AC米蘭官方網站介紹（中文）